# Chantal Csajka
Chantal Csajka (* 7. August 1969 in La Chaux-de-Fonds) ist eine Schweizer Professorin für Pharmazeutische Wissenschaften.

## Biografie
Nach ihrem Abschluss als Pharmazeutin an der Universität Lausanne 1993 und der anschliessenden Promotion in pharmazeutischen Wissenschaften im Jahr 2000, absolvierte Chantal Csajka ein Postdoc-an der University of California (2002–2005). Nach ihrer Rückkehr in die Schweiz erhielt sie die Position der Senior Lecturer und Research Fellow an der Sektion für Pharmazeutische Wissenschaften der Universität Genf, bevor sie 2012 Assistenzprofessorin wurde.
Chantal Csajka wurde 2019 als ordentliche Professorin an die Universitäten Genf und Universität Lausanne berufen. Sie ist auch Direktorin des Centre de recherche et d’innovation en sciences pharmaceutiques cliniques (CRISP) am Universitätsspital der Waadt (CHUV).

## Veröffentlichungen
- Überblick über Publikationen und aktuelle Projekte auf researchgate